# Serengeti-Katze
| Serengeti                    | Serengeti                        |
| Scottish Fold                | Scottish Fold                    |
| TICA                         | TICA                             |
| ---------------------------- | -------------------------------- |
| Schulterhöhe                 |                                  |
| Länge                        |                                  |
| Gewicht                      | Kater: 6–7 kg Kätzin: 3,5–5,5 kg |
| erlaubte Farben              | schwarz, silber                  |
| nicht erlaubte Farben        | alle anderen                     |
| erlaubte Fellzeichnung       | getupft, non-agouti              |
| nicht erlaubte Fellzeichnung | alle anderen                     |
| Liste der Katzenrassen       |                                  |

Die Serengeti ist eine Katzenrasse, die aus der Bengal-Katze und der Orientalisch Kurzhaar gezüchtet wurde.

## Geschichte
Die Serengeti wurde im Jahr 1994 von Karen Sausman, Zwingername Kingsmark, in Kalifornien kreiert. Die Rasse ist immer noch „in Entwicklung“, aber das Zuchtziel ist eine Katze, die dem Serval ähnelt, ohne Wildkatzen einzukreuzen. Zwar stammen die Bengalen von der wilden asiatischen Bengal- oder Leopardkatze ab, aber die in dem Zuchtprogramm für die Serengeti eingesetzten Bengalen sind so viele Generationen von ihren wilden Vorfahren entfernt, dass deren genetischer Beitrag als vernachlässigbar eingeschätzt wird. Einzig die Gene für die Farbe stammen von ihren wilden Vorfahren.

## Aussehen
Die Serengeti sind getupfte Katzen mit langen Beinen und sehr großen Ohren. Kater sind normalerweise größer und schwerer als Katzen. Sie können bis zu 7 kg wiegen, Katzen zwischen 3,5 kg und 5,5 kg.
Die Serengeti ist bei der TICA in schwarz getupft, schwarz, silber getupft und smoke anerkannt.
Die Tupfen (Tabby) werden als „brown tabby“, also als braun bezeichnet. Sie sind jedoch schwarz oder dunkelbraun auf hellbraunem, hellbeigem oder goldenem Grund. Die silbernen Katzen haben schwarze Tupfen auf silbernem Grund. Bei den schwarzen Serengeti sind manchmal die Tupfen, wie bei vielen non-agouti Katzen, als Geisterzeichnung sichtbar.

## Anerkennung
Die Serengeti wird bei der TICA noch als „vorläufige neue Rasse“ geführt, wird aber im Zuchtbuch registriert und kann ausgestellt werden.